# Acmopyle
Acmopyle – rodzaj drzew z rodziny zastrzalinowatych (Podocarpaceae). Obejmuje dwa gatunki, z których jeden (A. pancheri) jest endemitem Nowej Kaledonii, a drugi (A. sahniana) wysp Fidżi.

## Morfologia
PokrójDrzewa, przy czym A. pancheri osiąga do 25 m wysokości, a A. sahniana tylko 5 m.
LiścieRównowąskie, o długości od 8 do 25 mm, ułożone w dwóch rzędach. Ulistnienie jest na tyle gęste, że liście zwykle przesłaniają pędy. Od spodu liście są białawe. Końce pędów zakończone strobilami okryte są liśćmi łuskowatymi.
Organy generatywneRośliny jednopienne. Kwiaty męskie skupione w wydłużone, cylindryczne strobile. Strobile żeńskie wyrastają na długiej, zwisającej szypule. Są podłużnie jajowate, purpurowo-zielone. Rozwijają się w nich pojedyncze nasiona.
NasionaKuliste, grubościenne i pozbawione skrzydełek.

## Systematyka
Jeden z rodzajów rodziny zastrzalinowatych (Podocarpaceae).
Wykaz gatunków
- Acmopyle pancheri (Brongn. & Gris) Pilg.
- Acmopyle sahniana Buchholz & N.E.Gray